# Framboïde
Un framboïde,, est une caractéristique micromorphologique commune à certains minéraux sédimentaires, notamment la pyrite (FeS2). La première utilisation connue du terme est attribuée à Rust en 1935 et dérive du français « framboise », reflétant l'apparence de la structure sous grossissement.
La structure framboïdale comprend des agrégats à peu près sphériques de microcristallites euèdres équi-régulières discrètes d'environ 0,5 μm de diamètre, avec une taille moyenne d'agrégat allant de 5 à 20 µm. Le diamètre du framboïde a tendance à être corrélé positivement avec la taille des microcristaux, et l'empillement des microcristaux est le plus souvent irrégulier et désordonné. On pensait autrefois que les framboïdes étaient des colonies bactériennes ou des micro-organismes fossilisés, mais la synthèse réussie de cette structure dans des conditions de laboratoire et l'observation de framboïdes dans des endroits hostiles à la vie microbienne ont écarté cette théorie.
La pyrite framboïdale se trouve couramment dans les sédiments côtiers, par exemple les sols des marais, les sédiments marins et estuariens et les sables des plages. On peut également l'observer dans le charbon ainsi que dans les roches magmatiques et carbonatées. Parmi les autres minéraux connus pour présenter des structures framboïdales se trouvent la magnétite, l'hématite et la greigite. La greigite est considérée comme un précurseur essentiel de la formation de pyrite framboïdale.